# Ait Igas
Ait Igas (en àrab آيت إيڭاس, Āyt Īgās; en amazic ⴰⵢⵜ ⵉⴳⴰⵙ) és una comuna rural de la província de Taroudant, a la regió de Souss-Massa, al Marroc. Segons el cens de 2014 tenia una població total de 10.256 persones.